# Marcus Laenius Flaccus
Marcus Laenius Flaccus (Brindisi, 1e eeuw v.Chr.) was een Romeins inwoner in Brindisi, Zuid-Italië, dat destijds Brundisium heette. Marcus Tullius Cicero vermeldt hem dankbaar in zijn correspondentie. Laenius bood Cicero onderdak gedurende dertien dagen nadat Cicero uit Rome gevlucht was (58 v.Chr.); Cicero was geviseerd door de in zijn ogen vreselijke wetten Leges Clodiae (58 v.Chr.). Dat Laenius onderdak verschafte aan Cicero, was een strafbare zaak. Laenius werd echter niet gestraft. Na een jaar keerde Cicero terug uit ballingschap uit Cyzicus, Anatolië, (57 v.Chr.) en kwam langs bij Laenius. Cicero vergat nooit de gastvrijheid die hij in Brindisi genoten heeft.
Laenius uit Brindisi wordt wel eens verward met een latere Marcus Laenius Flaccus over wie Cicero minder fraai schreef. Dit lijkt een vriend te zijn van Atticus en niet van Cicero. Cicero weigerde hem een ambt (51 v.Chr.) in Cilicië omdat deze Laenius een geldschieter was in Cilicië en er politieke macht wou.